# Вертіївська сільська рада
Верті́ївська сільська́ ра́да —  орган місцевого самоврядування Вертіївської сільської громади в Ніжинському районі Чернігівської області. Адміністративний центр — село Вертіївка.

## Загальні відомості
Вертіївська сільська рада утворена у 1918 році.
- Територія ради: 242,626 км²
- Населення ради: 4 954 особи (станом на 2001 рік)

## Історія
До 1992 — Вертіївська селищна рада.

## Склад ради
Рада складалася з 24 депутатів та голови.
- Голова ради: Теслик Олександра Іванівна
- Секретар ради: Устименко Ольга Григорівна

### Керівний склад попередніх скликань
| Прізвище, ім'я, по батькові | Основні відомості                                                 | Дата обрання | Дата звільнення |
| --------------------------- | ----------------------------------------------------------------- | ------------ | --------------- |
| Теслик Олександра Іванівна  | Сільський голова, 1955 року народження, освіта вища, позапартійна | 26.03.2006   | 31.10.2010      |
| Теслик Олександра Іванівна  | Сільський голова, 1955 року народження, освіта вища, позапартійна | 31.10.2010   |                 |

Примітка: таблиця складена за даними сайту Верховної Ради України

### Депутати
За результатами місцевих виборів 2010 року депутатами ради стали:

#### За суб'єктами висування
| Суб'єкт висування           | Кількість обраних депутатів | %    |
| --------------------------- | --------------------------- | ---- |
| Самовисування               | 21                          | 87,5 |
| Комуністична партія України | 2                           | 8,3  |
| Єдиний Центр                | 1                           | 4,2  |

#### За округами
| № округу                    | Прізвище, ім'я, по батькові     | Дата визнання обраним | Освіта  | Партійна приналежність                        | Відомості про обраного депутата                              |
| --------------------------- | ------------------------------- | --------------------- | ------- | --------------------------------------------- | ------------------------------------------------------------ |
| Єдиний Центр                |                                 |                       |         |                                               |                                                              |
| 6                           | Лагойко Сергій Миколайович      | 05.11.2010            | вища    | член Єдиного Центру                           | приватний підприємець                                        |
| Комуністична партія України |                                 |                       |         |                                               |                                                              |
| 18                          | Салівон Валентина Йосипівна     | 05.11.2010            | середня | член Комуністичної партії України             | Вертіївський дитячий садок, вихователь                       |
| 21                          | Салівон Олександр Олександрович | 05.11.2010            | середня | член Комуністичної партії України             | АЗС «КЛО», с. Бобрик, оператор                               |
| Самовисування               |                                 |                       |         |                                               |                                                              |
| 1                           | Геймал Антоніна Миколаївна      | 05.11.2010            | середня | позапартійна                                  | тимчасово не працює                                          |
| 2                           | Ювко Світлана Миколаївна        | 05.11.2010            | середня | позапартійна                                  | приватний підприємець                                        |
| 3                           | Данилевська Тетяна Василівна    | 05.11.2010            | середня | позапартійна                                  | тимчасово не працює                                          |
| 4                           | Мороз Наталія Віталіївна        | 05.11.2010            | вища    | член Всеукраїнського об'єднання «Батьківщина» | Вертіївська загальноосвітня школа I-III ст., вчитель         |
| 5                           | Назаренко Валентина Іванівна    | 05.11.2010            | вища    | позапартійна                                  | Вертіївський дитячий садок «Колосок», завідувач              |
| 7                           | Романько Галина Володимирівна   | 05.11.2010            | середня | позапартійна                                  | Вертіївськалікарська амбулаторія, медсестра                  |
| 8                           | Півторацька Людмила Іванівна    | 05.11.2010            | середня | член Всеукраїнського об'єднання «Батьківщина» | ТОВ"Нефіда", старшийоператор                                 |
| 9                           | Галата Олена Григорівна         | 05.11.2010            | середня | позапартійна                                  | Вертіївский дитячий садок, вихователь                        |
| 10                          | Пархітько Надія Олексіївна      | 05.11.2010            | вища    | позапартійна                                  | Вертіївська загальноосвітня школа I-III ст., вчитель         |
| 11                          | Шлома Тамара Алезіївна          | 05.11.2010            | середня | позапартійна                                  | Ніжинська районна дитяча бібліотека с. Вертіївка, бібліоткар |
| 12                          | Чумак Наталія Михайлівна        | 05.11.2010            | вища    | позапартійна                                  | ПП «Опанасик», м. Ніжин, діловод                             |
| 13                          | Кузьменко Віктор Іванович       | 05.11.2010            | середня | позапартійний                                 | Ніжинська райлікарня, водій                                  |
| 14                          | Осташко Віктор Іванович         | 05.11.2010            | середня | позапартійний                                 | Вертіївська сільська рада, водій                             |
| 15                          | Ярмоленко Наталія Сергіївна     | 05.11.2010            | середня | член Єдиного Центру                           | Ніжинська районна бібліотека с. Вертіївка, бібліотекар       |
| 16                          | Носок Анатолій Миколайович      | 05.11.2010            | середня | позапартійний                                 | приватний підприємець                                        |
| 17                          | Устименко Ольга Григорівна      | 05.11.2010            | середня | позапартійна                                  | Вертіївська сільська рада, секретар                          |
| 19                          | Фурса Володимир Миколайович     | 05.11.2010            | середня | позапартійний                                 | ДЕД, с. Вертіївка, водій                                     |
| 20                          | Салівон Віктор Григорович       | 05.11.2010            | середня | позапартійний                                 | магазин «Фуршет», м. Київ, охоронець                         |
| 22                          | Зоценко Олег Васильович         | 05.11.2010            | середня | позапартійний                                 | пенсіонер                                                    |
| 23                          | Сергієнко Світлана Миколаївна   | 05.11.2010            | середня | член Всеукраїнського об'єднання «Батьківщина» | Ніжинська центральна міська лікарня, архіваріус              |
| 24                          | Шкурко Михайло Пантелійович     | 05.11.2010            | середня | позапартійний                                 | тимчасово не працює                                          |